# UCI-BMX-Racing-Weltcup 1997
Beim UCI-BMX-Racing-Weltcup 1997 wurden durch die Union Cycliste Internationale die Weltcupsieger im BMX-Rennsport ermittelt.

## Ablauf
Die zweite Ausgabe des BMX-Weltcups bestand aus drei Läufen, die auf Australien, Europa und Nordamerika verteilt waren:
- Geelong: 26. Januar
- Valkenswaard: 15. Juni
- Airdrie: 20. Juli

Es wurde jeweils Rennen in den Kategorien Männer Elite, Frauen Elite, Junioren und Juniorinnen ausgetragen. In Geelong waren 21 Junioren und 5 Juniorinnen für das Rennen gemeldet, deren Ergebnisse sind jedoch nicht überliefert. Unbekannt ist auch, nach welchen Kriterien das Gesamtklassement berechnet wurde.

## Männer
| # | Datum      | Ort          | Erster        | Zweiter     | Dritter       |
| - | ---------- | ------------ | ------------- | ----------- | ------------- |
| 1 | 26. Januar | Geelong      | Jamie Staff   | Dale Holmes | Kamahl Lord   |
| 2 | 15. Juni   | Valkenswaard | Thomas Allier | Dale Holmes | Roy van Leur  |
| 3 | 20. Juli   | Airdrie      | Thomas Allier | Dale Holmes | Dylan Clayton |

Gesamtwertung
| Platz | Name            |
| ----- | --------------- |
| 1     | Dale Holmes     |
| 2     | Thomas Allier   |
| 3     | Jesse Carlsson  |
| 4     | Robert de Wilde |
| 5     | Dylan Clayton   |
| 6     | Kamahl Lord     |

## Frauen
| # | Datum      | Ort          | Erste             | Zweite           | Dritte             |
| - | ---------- | ------------ | ----------------- | ---------------- | ------------------ |
| 1 | 26. Januar | Geelong      | Natarsha Williams | Heidi Kempshall  | Karien Gubbels     |
| 2 | 15. Juni   | Valkenswaard | Karien Gubbels    | Rebecca Wichmann | Bianca Tenniglo    |
| 3 | 20. Juli   | Airdrie      | Natarsha Williams | Karien Gubbels   | Brigitte Busschers |

Gesamtwertung
| Platz | Name               |
| ----- | ------------------ |
| 1     | Natarsha Williams  |
| 2     | Karien Gubbels     |
| 3     | Kerstin Munski     |
| 4     | Brigitte Busschers |
| 5     | Sanna Ohlsson      |
| 6     | Heidi Kempshall    |

## Junioren
| # | Datum      | Ort          | Erster          | Zweiter           | Dritter     |
| - | ---------- | ------------ | --------------- | ----------------- | ----------- |
| 1 | 26. Januar | Geelong      | unbekannt       | unbekannt         | unbekannt   |
| 2 | 15. Juni   | Valkenswaard | Lukáš Tamme     | Thierry Fouilleul | Dorus Brink |
| 3 | 20. Juli   | Airdrie      | Michal Polanský | Ryan McTaggart    | Scott Clark |

Gesamtwertung
| Platz | Name            |
| ----- | --------------- |
| 1     | Lukáš Tamme     |
| 2     | Brant Moisel    |
| 3     | Scott Burston   |
| 4     | Dorus Brink     |
| 5     | John Johnson    |
| 6     | Michal Polanský |

## Juniorinnen
| # | Datum      | Ort          | Erste            | Zweite           | Dritte          |
| - | ---------- | ------------ | ---------------- | ---------------- | --------------- |
| 1 | 26. Januar | Geelong      | unbekannt        | unbekannt        | unbekannt       |
| 2 | 15. Juni   | Valkenswaard | Tatjana Schocher | Rianne Busschers | Ilse Freriks    |
| 3 | 20. Juli   | Airdrie      | Rachael Marshall | Alesha Pollard   | Ellen Bollansee |

Gesamtwertung
| Platz | Name             |
| ----- | ---------------- |
| 1     | Rachael Marshall |
| 2     | Alesha Pollard   |
| 3     | Ellen Bollansee  |
| 4     | Rianne Busschers |
| 5     | Tatjana Schocher |
| 6     | Ilse Freriks     |